# 54-й Нью-Йоркский пехотный полк
54-й Нью-Йоркский пехотный полк (54th New York Volunteer Infantry Regiment, так же Hiram Barney Rifles) — представлял собой один из пехотных полков армии Союза во время Гражданской войны в США. Он был набран в основном из немецких эмигрантов. Полк прошёл многие сражения Гражданской войны на востоке от сражения до Кросс-Кейс до Геттисберга, после чего был переведён на побережье Южной Каролины, где служил до конца войны.

## Формирование
30 августа 1861 года полковник Эуген Козлэй был уполномочен Военным департаментом набрать пехотный полк. Полк был набран и 15 октября получил свою нумерацию. Роты полка были набраны в основном в Бруклине и Нью-Йорке из немецких эмигрантов. Они были сведены в полк в лагере около Гудзон-Сити и между 5 и 16 октября были приняты на службу в федеральную армию сроком на три года. Первым командиром полка стал полковник Эуген Козлей, подполковником Александр Хоч и майором Виктор фон Литтрон.
Предполагалось, что полк будет создан по образцу прусского подразделения «Lutzow’s Schwarzer Jaeger», некогда сформированного Адольфом фон Лютцевом, поэтому рядовые носили чёрную с серебром униформу и предполагалось, что флаг полка будет чёрным с белым черепом, но Военный департамент не утвердил этот флаг.

## Боевой путь
29 октября 1861 года полк покинул Нью-Йорк и прибыл в Вашингтон, где был размещён в укреплениях города и включён во Временную Дивизию генерала Сайласа Кейси. В составе этой дивизии полк прослужил до декабря, а в декабре, когда была сформирована дивизия Луиса Бленкера, полк был переведён в бригаду Адольфа фон Штайнвера.
В марте 1862 года были сформированы корпуса Потомакской армии и бригада Штейнвера стала 2-й бригадой дивизии Бленкера во II корпусе Потомакской армии.
В апреле дивизия Бленкера была передана в Горный департамент генерала Фримонта и отправлена в Западную Вирджинию. Полк перешёл Голубой Хребет, с большим трудом переправился через разлившуюся реку Шенандоа и прибыл в Винчестер, где генерал Роузкранс устроил дивизии смотр и выдал ей новую униформу. После этого дивизия присоединилась к частям, преследующим армию Джексона. 8 июня северяне нагнали Джексона около Порт-Репаблик и произошло сражение при Кросс-Кейс, где полк потерял 2 человека убитыми и 4 ранеными.
Полк вернулся в Монт-Джексон, где 26 июня стал частью 2-й бригады (генерала Кржижановски) 3-й дивизии I корпуса Вирджинской армии. Он участвовал в нескольких перестрелках на реке Раппаханок, а в конце августа участвовал во втором сражении при Булл-Ран. 29 августа полк атаковал южан у Гроветона, и вёл бой пока бригаду не сменила бригада Бирни. Полк так же вводился в бой 30 августа во время отступления армии. За три дня боёв полк потерял 2 офицера убитыми и 8 ранеными, 16 рядовых убитыми, 94 ранеными, и 41 пропавшими без вести, всего 18 убитыми, 102 ранеными и 41 пропавшими без вести (всего 161).
В сентябре Вирджинская армия была расформирована. В октябре полк был переведён в 1-ю бригаду (Леопольда фон Гильзы) 1-й дивизии (Джулиуса Стейхла) XI корпуса Потомакской армии. Он не участвовал в боях до января 1863 года, когда генерал Бернсайд начал неудачное наступление, известное как «Грязевой марш». Полк провёл зиму около Фредериксберга, а в апреле началась Чанселорсвиллская кампания. Несколько корпусов вышли во фланг армии противника и заняли оборону на Чанселорсвиллском плато. XI корпус занял крайний правый фланг, а бригада фон Гильзы встала на крайнем правом фланге корпуса. Когда пришли сведения о возможной атаки с фланга, фон Гильзы развернул 54-й и 153-й Пенсильванский фронтом вправо.
2 мая бригада попала под атаку корпуса Джексона. Бригада почти сразу обратилась в бегство. 54-й успел сделать несколько залпов и задержать противника на несколько минут, но был обойдён с фланга и стал отступать. В этом бою было ранено 3 офицера и 18 рядовых и 17 человек пропало без вести. Среди пленных оказался и командир 54-го, подполковник Чарльз Эшби.